# ステーシー・シコラ
ステーシー・デニス・シコラ（Stacy Denise Sykora、1977年6月24日 - ）は、アメリカ合衆国の元女子バレーボール選手である。

## 略歴
テキサス州フォートワース出身でテキサスA&M大学を卒業。1999年にアメリカ代表入りを果たす。
オリンピックには2000年シドニーオリンピック、2004年アテネオリンピック、2008年北京オリンピックの3大会に出場し、北京大会では銀メダルを獲得。
2010年の世界選手権では、日本との3位決定戦（場所：代々木第一）で惜しくも4位になったものの、ベストディガー賞とベストリベロ賞を受賞した。
同年からブラジルのバレーボールチーム、バレー・フトゥーロに所属した。
2011年4月、スーパーリーガ準決勝第1戦を行うためオザスコに向かう際バスが横転し、外傷性脳損傷を負い、入院した。1週間の集中治療室での治療を経て24日後に退院した。この事故により視力には後遺症が残ったが、ロンドンオリンピックの代表候補としてトレーニングを続けた。最終的にオリンピックの代表から落選したもののパンアメリカンカップ代表で金メダルを獲得したチームでプレーした。
2012年のイタリアでのプレーを最後に現役引退。
2024年9月、リーグ・ワン・バレーボールのオースティンのコーチ就任が発表された。

## 人物
2012年、イタリアのバレーボール雑誌『パラヴォリアモ』のインタビューでレズビアンであることを公表した。前述の事故が人生を変えるような経験であり、それがカミングアウトを決意する一因となったとしている。

## 球歴
- オリンピック - 2000年（4位）、2004年（5位）、2008年（銀メダル）
- 世界選手権 - 2002年（銀メダル）、2010年（4位）
- ワールドカップ - 1999年（9位）、2003年（3位）、2007年（3位）
- ワールドグランプリ - 2000年（6位）、2001年（優勝）、2002年（6位）、2003年（3位）、2004年（3位）、2008年（4位）、2009年（8位）、2010年（優勝）

## 所属クラブ
- Estados Unidos （1996-1999年）
- テオドラ・ラヴェンナ （2000-2003年）
- バレー・モデナ （2003-2004年）
- ピエラリージ・イェージ （2004-2005年）
- CV ラス・パルマス（2005-2006年）
- Estados Unidos （2006-2007年）
- ジョギング・バレー・アルタムラ （2007-2008年）
- Estados Unidos （2008-2009年）
- オミチカ・オムスク （2009-2010年）
- バレー・フトゥーロ （2010-2012年）
- Chateau D'Ax Urbino（2012年）